# Takanobu Itō

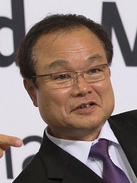
Takanobu Itō (2014)

Takanobu Itō (jap. 伊東 孝紳, Itō Takanobu; * 1954) ist ein japanischer Manager.

## Leben
Itō ist seit 1978 für das japanische Unternehmen Honda tätig. Vorher hatte er eine Ausbildung zum Ingenieur gemacht. Seit 2009 ist Itō Präsident und CEO des japanischen Unternehmens Honda. Unter seiner Führung hat sich der Jahresnettogewinn fast vervierfacht und der Umsatz steig um fast 30 Prozent. 2015 wurde er durch Takahiro Hachigo abgelöst.